# Kiwix
Kiwix (вимовляється «ківікс») — відкрите програмне забезпечення для читання Вікіпедії без підключення до Інтернету. Вміст статей та зображення зберігаються у вигляді стислого файлу в форматі ZIM.
Kiwix розроблено для полегшення доступу до Вікіпедії там, де підключення до мережі Інтернет відсутнє або сайт Вікіпедії перебуває під цензурою. Це програмне забезпечення спочатку використовувалося для видання Вікіпедії німецькою мовою на DVD.
Версія Kiwix для Андроїда є в магазині Google Play. Вимоги до Android — версія 3 і вище.
Разом з Kiwix поставляється служба Kiwix (kiwix-serve), що функціонує як вебсервер, і таким чином дозволяє організувати доступ до вашого Kiwix з Вікіпедією всім комп'ютерам всередині локальної мережі. Демо роботи цієї служби http://library.kiwix.org [Архівовано 2 квітня 2022 у Wayback Machine.]